# Antonio Vera

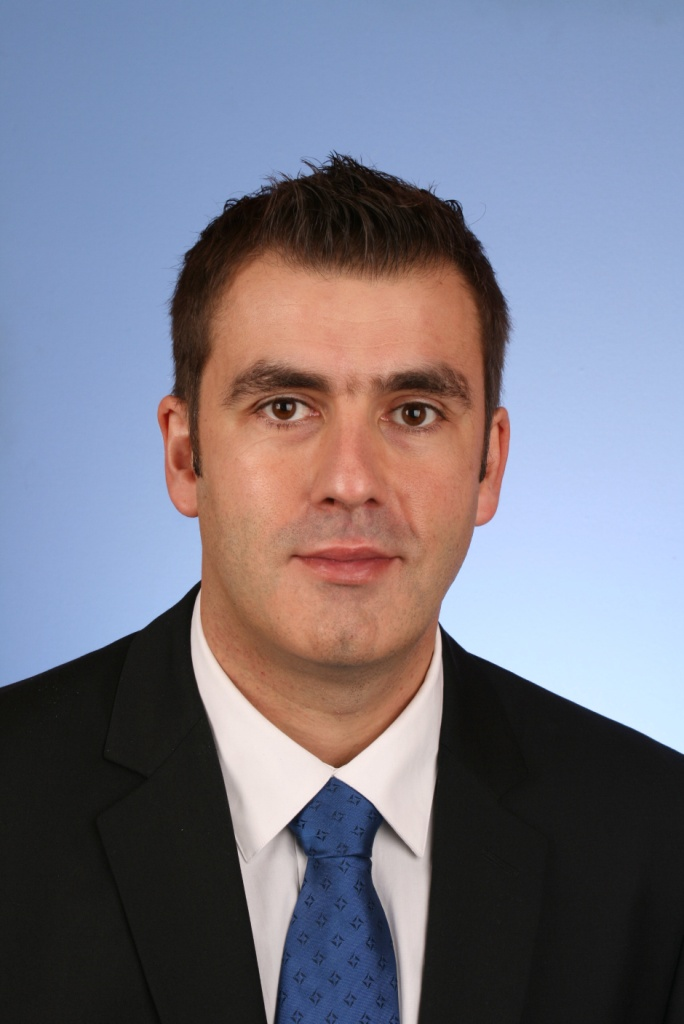
Antonio Vera

Antonio Vera (* 9. Februar 1972 in Remscheid) ist Universitätsprofessor und Leiter des Fachgebietes „Organisation und Personalmanagement in der Polizei“ an der Deutschen Hochschule der Polizei in Münster.

## Studium
Vera studierte zwischen 1991 und 1995 Wirtschaftswissenschaften (Dipl.Ök.) an der Bergischen Universität Wuppertal sowie zwischen 2008 und 2014 Kulturwissenschaften (B.A.) und Geschichte (M.A.) an der FernUniversität in Hagen.
Im Jahr 2000 promovierte er an der Wirtschafts- und Sozialwissenschaftlichen Fakultät der Universität zu Köln zum Dr. rer. pol. mit einer Dissertation zum Thema „Organisation von Steuerabteilungen und Einsatz externer Steuerberatung in deutschen Großunternehmen: Eine empirische Analyse“. Im Jahr 2007 habilitierte sich Vera dort zum Thema „Krankenhausmanagement in einem wettbewerbsorientierten Umfeld“ und erwarb die venia legendi für das Fach Betriebswirtschaftslehre. Im Jahr 2018 promovierte er schließlich an der Fakultät für Kultur- und Sozialwissenschaften der FernUniversität in Hagen zum Dr. phil. mit einer Dissertation zum Thema „Von der ‚Polizei der Demokratie‘ zum ‚Glied und Werkzeug der nationalsozialistischen Gemeinschaft‘ – Die Polizei als Instrument staatlicher Herrschaft im Deutschland der Zwischenkriegszeit (1918–1939)“.

## Berufliche Tätigkeiten
Nach seinem Erststudium arbeitete Vera ab 1996 als Steuerreferent zunächst beim Wirtschaftsprüfungs- und Beratungsunternehmen KPMG und anschließend beim Technologiekonzern ThyssenKrupp in Düsseldorf, bevor er 1999 an die Universität zu Köln wechselte. Dort arbeitete er anfangs als wissenschaftliche Hilfskraft am Seminar für Allgemeine BWL, insbesondere Betriebswirtschaftliche Steuerlehre, dann als wissenschaftlicher Mitarbeiter am Seminar für Allgemeine BWL und schließlich als wissenschaftlicher Assistent am Seminar für Allgemeine BWL, insbesondere Management im Gesundheitswesen.
Nach einem Aufenthalt als Gastwissenschaftler an der University of Cambridge im Sommer 2007 übernahm er im September 2007 die Leitung des Fachgebiets „Organisation und Personalmanagement in der Polizei“ an der Deutschen Hochschule der Polizei. Im Februar 2008 wurde er dann zum Universitätsprofessor ernannt.
Im Rahmen seiner wissenschaftlichen Arbeiten beschäftigt sich Vera unter anderem mit der Organisationskultur der Polizei, organisationalem Lernen und Innovationen, der Organisation und dem Management von Krankenhäusern sowie den Auswirkungen des demografischen Wandels auf das Personalmanagement, aber auch mit wirtschafts- und polizeigeschichtlichen Themen.

## Monographien
- Antonio Vera: Von der ‚Polizei der Demokratie‘ zum ‚Glied und Werkzeug der nationalsozialistischen Gemeinschaft‘ – Die Polizei als Instrument staatlicher Herrschaft im Deutschland der Zwischenkriegszeit (1918–1939). Nomos, 2019, ISBN 978-3-8487-5622-3.
- Antonio Vera: Organisation und Personalmanagement in der Polizei. Verlag für Polizeiwissenschaft, 2015, ISBN 978-3-86676-410-1.
- Antonio Vera: Spekulationsblasen in der frühen Neuzeit – Ein systematischer Vergleich der Ursachen, Mechanismen und Auswirkungen der Mississippi und der South Sea Bubble. Josef Eul Verlag, 2015, ISBN 978-3-8441-0379-3.
- Gerd Neubeck, Udo Münch, Dieter Schneider, Antonio Vera, Jörg Ziercke, Klaus Zuch: Polizeiorganisation im Wandel – Die Evaluation der Polizeireform in Bayern. Verlag für Polizeiwissenschaft, 2014, ISBN 978-3-86676-342-5.
- Antonio Vera: Krankenhausmanagement in einem wettbewerbsorientierten Umfeld. Josef Eul Verlag, 2010, ISBN 978-3-89936-922-9.
- Antonio Vera: Organisation von Steuerabteilungen und Einsatz externer Steuerberatung in deutschen Großunternehmen: Eine empirische Analyse. Josef Eul Verlag, 2001, ISBN 3-89012-823-8.